# Elefantis
Elefantis (fl. final do século I a.C.) foi uma poetisa e médica grega aparentemente renomada no mundo clássico como autora de um notório manual de sexo. Devido à popularidade de cortesãs que tomam nomes de animais nos tempos clássicos, é provável que Elefantis seja duas ou mais pessoas com o mesmo nome. Nenhum de seus trabalhos sobreviveu, embora sejam mencionados em outros textos antigos.

## Obras
Segundo Suetônio, o imperador romano Tibério levou consigo um conjunto completo de suas obras quando ele se retirou para seu resort em Cápri.
Um dos poemas do Priapeia refere-se a seus livros:

Obscenas rigido deo tabellas
dicans ex Elephantidos libellis
dat donum Lalage rogatque, temptes,
si pictas opus edat ad figuras.
E um epigrama do poeta romano Marcial, que Smithers e Burton incluíram em sua coleção de poemas sobre Priapo, diz:

Quales nec Didymi sciunt puellae,
Nec molles Elephantidos libelli,
Sunt illic Veneris novae figurae.
"Novae figurae" foi lida como "novem figurae" (isto é, "nove formas" de fazer amor, em vez de "novas formas" de fazer amor), e assim alguns comentaristas inferiram que ela listava nove posições sexuais diferentes.
Plínio faz referência à sua atuação como parteira, e Galeno observa sua capacidade de curar a calvície.

Ela também escreveu um manual sobre cosméticos e outro sobre abortivos.